# Farthingloe
Farthingloe est un village du Kent, en Angleterre.